# Ecnomiohyla
Ecnomiohyla és un gènere de granotes de la família dels hílids.

## Taxonomia
- Ecnomiohyla echinata
- Ecnomiohyla fimbrimembra
- Ecnomiohyla miliaria
- Ecnomiohyla minera
- Ecnomiohyla miotympanum
- Ecnomiohyla phantasmagoria
- Ecnomiohyla salvaje
- Ecnomiohyla thysanota
- Ecnomiohyla tuberculosa
- Ecnomiohyla valancifer